# Gemma Gili
Gemma Gili (født 21. maj 1994) er en spansk fodboldspiller, der spiller som midtbane for FC Barcelona i Primera División og Spaniens kvindefodboldlandshold. Hun har tidligere spillet for Valencia CF Femenino.